# Залаззівська сільська рада
Залаззівська сільська рада — колишня адміністративно-територіальна одиниця та орган місцевого самоврядування в Любешівському районі Волинської області з адміністративним центром у селі Залаззя.
Припинила існування 30 листопада 2017 року через об'єднання до складу Любешівської селищної громади Волинської області. Натомість утворено Залаззівський старостинський округ при Любешівській селищній громаді.

## Загальні відомості
Історична дата утворення: в 1939 році. Водоймища на території, підпорядкованій даній раді: озеро Вурків, річка Цир.

## Населені пункти
Сільській раді були підпорядковані населені пункти:
- с. Залаззя
- с. Діброва

## Склад ради
Рада складалась з 16 депутатів та голови.

### Керівний склад ради
| ПІБ                         | Основні відомості                                                 | Дата обрання | Дата звільнення |
| --------------------------- | ----------------------------------------------------------------- | ------------ | --------------- |
| Лавринюк Микола Олексійович | Сільський голова, 1961 року народження, освіта, безпартійний      | 26.03.2006   | 31.10.2010      |
| Лавренюк Микола Олексійович | Сільський голова, 1961 року народження, освіта вища, безпартійний | 31.10.2010   |                 |

Примітка: таблиця складена за даними джерела

## Населення
Згідно з переписом УРСР 1989 року чисельність наявного населення сільської ради становила 2067 осіб, з яких 1021 чоловік та 1046 жінок.
За переписом населення України 2001 року в сільській раді мешкало 2070 осіб.

### Мова
Розподіл населення за рідною мовою за даними перепису 2001 року:
| Мова       | Відсоток |
| ---------- | -------- |
| українська | 99,62 %  |
| російська  | 0,24 %   |
| молдовська | 0,09 %   |
| білоруська | 0,05 %   |